# Усть-Зулинская волость
Усть-Зулинская волость — низшая административно-территориальная единица в составе Чердынского уезда Пермской губернии Российской Империи (до 1917 года) и РСФСР (до 1923). Волостной центр — с. Усть-Зула. Ныне территория Юрлинского района Пермского края России.

## История
В 1919 году жители недовольные советской властью подняли Юрлинское восстание.

## Состав
Населённые места на 1904 год, по сообществам:

### Усть-Зулинское общество
- Усть-Зула, с.
- Отопков, выс.
- Димидова, д.
- Андреев, выс.
- Пестерева, д.
- Букреева, д.
- Иванов, выс.

### Лобановское общество
- Верхне-Лобанова, д.
- Средне-Лобанова, д.
- Нижне-Лобанова, д.
- Пальник, выс.
- Миронова, д.
- Семина, д.
- Трофимов, выс.
- Агашкина, д.
- Антипин, выс.
- Вершинин, выс.

### Тиминское общество
- Тимина, д.
- Новоселы, д.
- Осинка, д.
- Кирьянова, д.

### Гаревское общество
- Сергеева, д.

### Сюрольское общество
- Сюрол, д.
- Поселье, выс.
- Горбунята, д.
- Онучата, д.
- Сеньки Дворина, выс.
- Булычева, д.
- Сыскин, выс.
- Мосин, выс.
- Шагаев, выс.
- Мишин, выс.

### Пожинское общество
- Пож, д.
- Скочков, выс.
- Куликов, выс.

### Булдыревское общество
- Булдырева, д.
- Ефремова, д.
- Липова, д.
- Федотов, выс.
- Верх-Ляги, выс.
- Верх-Пруда, выс.

## Дьяволовское общество
- Дьяволова, д.
- Сальникова, д.
- Уржа, д.
- Седачева, д.

### Сепольское общество
- Сеполь, д.
- Постоев, выс.
- Васькина, д.
- Зайцев, выс.
- Лемпинашер, выс.
- Кереш-Лог, выс.
- Шумин, выс.
- Воробей-Пальник, выс.
- Тит-Пальник, выс.
- Харитон-Пальник, выс.
- Сандамаин, выс.
- Слепоева, д.
- Поляков, выс.
- Седаниб, выс.
- Сюлькова, д.
- Смольников, выс.
- Край-Городища, выс.

На 1913 год в состав волости входили:
- Агашкина
- Андреев
- Антипин
- Букреева
- Булдырева
- Булычева
- Васькина
- Верх-Ляги
- Верхне-Лобанова
- Верх-Пруда
- Вершинин
- Воробей-Пальник
- Горбунята
- Демидова
- Дьяволова
- Ефремова
- Зайцев
- Иванов
- Кереш-Лог
- Кирьянова
- Край-Городища
- Куликов
- Лемпинашер
- Липова
- Миронова
- Мишин
- Мосин
- Нижне-Лобанова
- Новоселы
- Онучата
- Осинка
- Отопков
- Пальник
- Пестерева
- Пож
- Поляков
- Поселье
- Постоев
- Сальникова
- Сандамаин
- Седаниб
- Седачева
- Семина
- Сеньки Дворина
- Сеполь
- Сергеева
- Скочков
- Слепоева
- Смольников
- Средне-Лобанова
- Сыскин
- Сюлькова
- Сюрол
- Тимина
- Тит-Пальник
- Трофимов
- Уржа
- Усть-Зула — волостной центр
- Федотов
- Харитор-Пальник
- Шагаев
- Шумин